# 灊县 (刘宋)
灊县，中国南北朝时期的县。
刘宋泰始二年（466年）九月，设灊县于今安徽省合肥市庐江县庐城镇。南梁天监末年，改灊县为庐江县。东魏太清三年，庐江县入东魏，复称灊县。南陈太建五年（573年）五月，伐北齐得灊县，复称庐江县。